# 永林寺 (鴻巣市)
永林寺（えいりんじ）は、埼玉県鴻巣市にある曹洞宗の寺院。

## 歴史
恵奄和尚によって開山された。恵奄は1634年（寛永11年）に寂しているので、創建年はそれよりも若干古いことになる。同県同市にある宝持寺の隠居寺として建てられたという。
昭和中期までは寺運衰微していたが、その後は再建に取り組み再興しつつある。

## 交通アクセス
- 鴻巣駅より徒歩30分。